# LIF Lindesberg
Lindeskolans IF Lindesberg (LIF Lindesberg) är en handbollsklubb från Lindesberg i Örebro län, bildad 1966 på Lindeskolan.
Herrlaget har spelat sex säsonger i rad, 2005/2006 till och med 2010/2011, i Elitserien. Tränare säsongen 2016-17 är Tobias Petterson som senast förde upp Bodens damer i SHE. Den före detta spelfördelaren Herman Arenvang tränade tidigare laget liksom Ilija Puljević som ersatte Mats Engblom inför säsongen 2008/2009.
Totalt har klubben 17 lag och 500 medlemmar.

## Historia
1966 grundades handbollsklubben Lindeskolans IF. Föreningen grundades av Carl Arne Westman, Per Svanström, Christer Hultgren och Kjell Pagstedt. Carl Arne Westman drog sedan igång handboll för tjejer i klubben år 1975. Anledningen till det ovanliga valet av tröjfärg är att ingen annan i serien hade den färgen och att man därmed sparade in bortatröjorna.[källa behövs]
Inför debuten i Elitserien 2005/2006 bytte A-laget namn från Lindeskolans IF till LIF Lindesberg. Stadsskogsskolan, lagets dåvarande hemmahall i Lindesberg uppfyllde inte kraven för elitseriespel så laget blev tvunget att spela sina hemmamatcher i Idrottshuset i Örebro. Idrottshuset hade en kapacitet på 2 100 åskådare, vilket än idag utgör klubbens publikrekord. Debutsäsongen i Elitserien resulterade i en kvartsfinalplats.
Inför säsongen 2010/2011 flyttade laget åter till Lindesberg och spelar återigen sina hemmamatcher där i Lindesbergs Arena som invigdes den 16 augusti 2010. Säsongen blev dock en besvikelse för laget och de slutade sist i tabellen och flyttades ner till Allsvenskan 2011/2012. Herrarna spelade fram tills den 27:e April 2022 i den näst högst divisionen Allsvenskan men flyttades ner till division 1 då de förlorade playoff-kvalet i en serie som sluta 2-1 i matcher mot IFK Karlskrona.

## Spelare i urval
- Fatlum Ahmeti
- Herman Arenvang
- Erik Axelsson (2004–2006, 2010–2012; tränare 2017–2018)
- Joakim Bååk
- Payam Hatami (2006–2010)
- Dener Jaanimaa (2009–2011)
- Tobias Warvne (–2011, 2022–2024)